# 薩米·班吉歐
薩米·班吉歐（Samy Bengio，1965年—）是一位加拿大计算机科学家，谷歌大脑联合创始人以及谷歌公司的前科学家和前Google研究院負責人，以领导一大批从事机器学习的研究人员而闻名。他也是2002年參與研發Torch（PyTorch的前身）的三位作者之一。2021年，班吉歐離開Google前往蘋果公司任職。